# Matthijs Maris

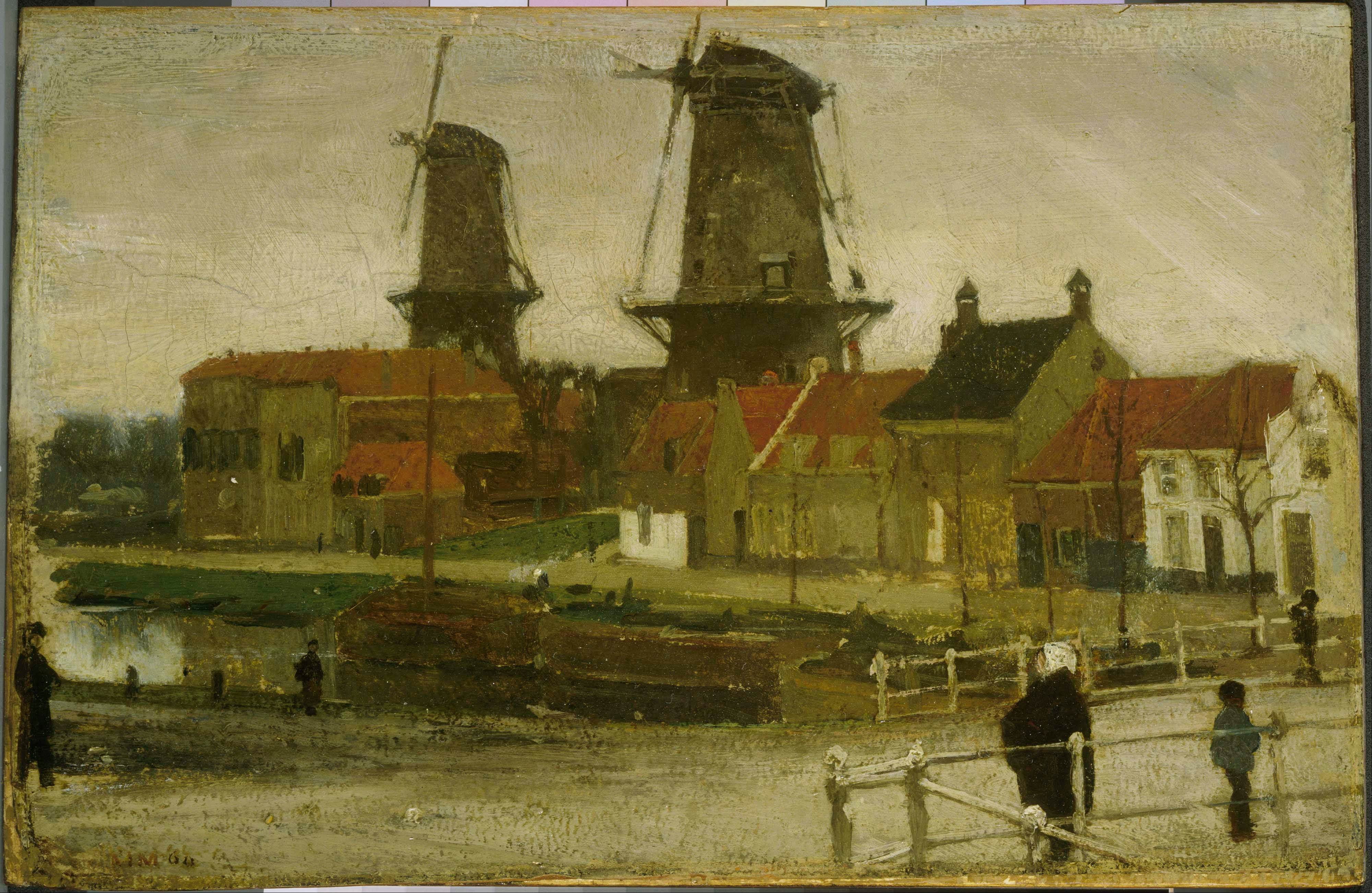
Gezicht op de stellingmolens, 1860, The Phillips Collection, Washington DC Den Haag, Noordwest Binnensingel (nu: Bij de Westermolens) bij de Loosduinsebrug: de Valckmolen (1770-1910) op de voorgrond, de Haanmolen/de Rode Haan (1697-1865) op de achtergrond.

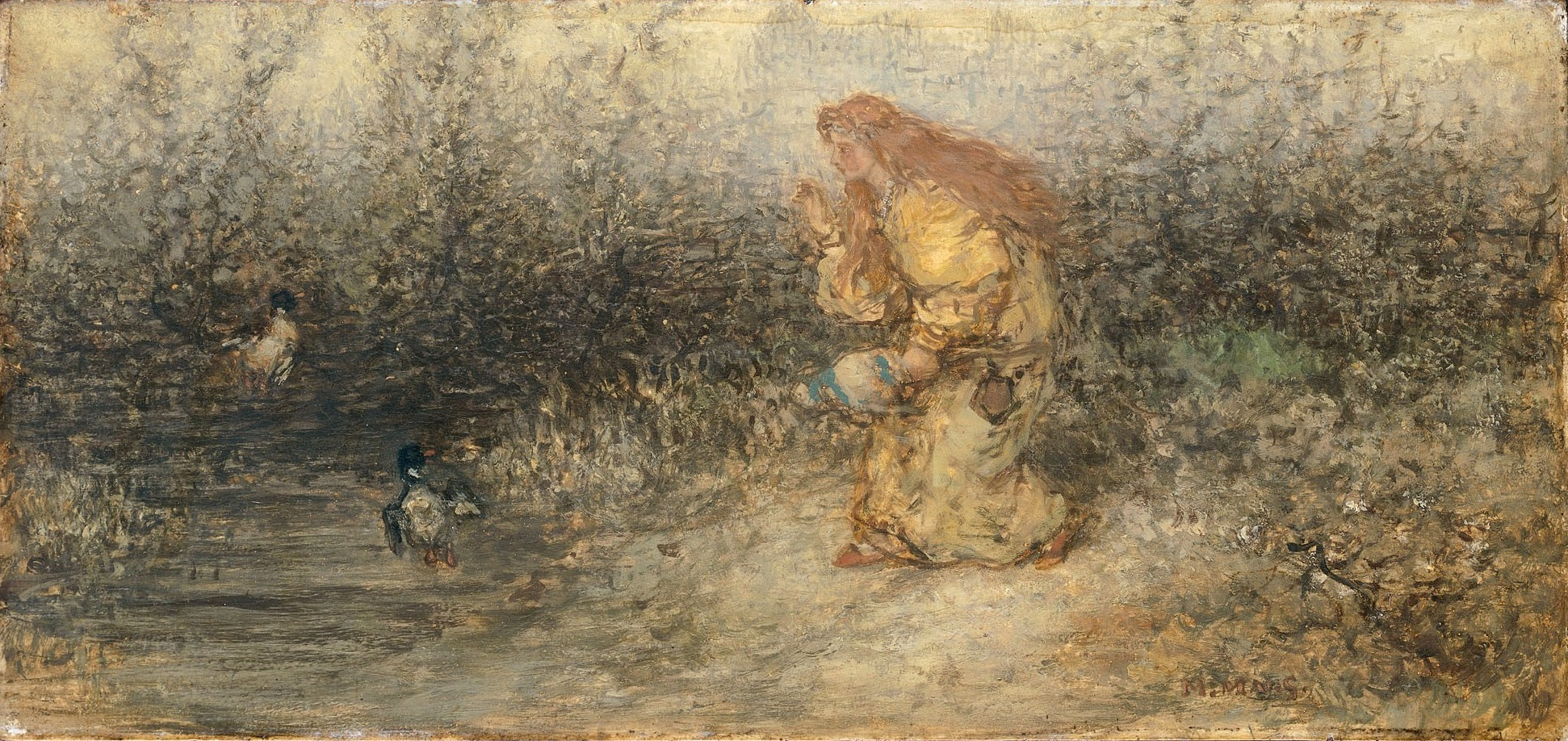
Sprookje, 1875-1877, Rijksmuseum Amsterdam

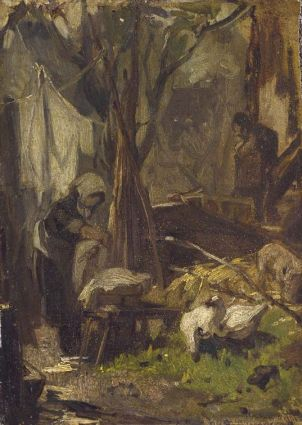
Wasdag, 1917, Dordrechts Museum

Matthijs Maris (Den Haag, 17 augustus 1839 – Londen, 22 augustus 1917) was een Nederlands kunstschilder.

## Leven en werk

### Jeugd en opleiding
Matthijs Maris, zoon van de boekdrukker Mattheus Marris en Hendrika Bloemert, was de middelste van drie broers. Als schilder, tekenaar, etser en lithograaf behoorde hij aanvankelijk tot de impressionistische Haagse School, net als zijn beide broers, Jacobus en Willem.
In 1851 kreeg hij zijn eerste schilderlessen van Isaac Cornelis Elink Sterk. Van 1852 tot 1855 studeerde hij aan de Haagse Tekenacademie. Van 1855 tot 1858 kreeg hij dankzij een beurs van Koningin Sophie een opleiding aan de Koninklijke Academie voor Schone Kunsten van Antwerpen onder leiding van Nicaise de Keyser. De portretopdrachten die hij en zijn broer Jacob van prinses Marianne kregen, stelden hen in staat in om te gaan reizen en te gaan schilderen in Oosterbeek met schilders als Gerard Bilders en Anton Mauve. Na het vertrek van Jacob liet Matthijs zich steeds vaker inspireren door religieuze thema's, al dan niet moraliserend bedoeld of juist contra de katholieke kerk, zoals in zijn aquarel Dronken monniken.
In 1860 reisde hij met zijn broer Jacob langs de Rijn tot in Zwitserland en via Frankrijk weer naar Nederland. Hij leerde er Moritz von Schwind en Wilhelm von Kaulbach kennen over wie Duitse studiegenoten in Antwerpen gesproken hadden, en kwam er onder de indruk van hun nog romantische stijl.

### Parijs 1869-1877
In 1869 trok Matthijs naar Parijs. Zijn broer Jacob was daar al met succes bezig en broer Willem drong er samen met zijn moeder op aan dat Matthijs eveneens naar Parijs zou komen, daar er niets meer uit zijn handen kwam en men zich zorgen om hem maakte. Hij stemde meteen toe. In Parijs voelde hij zich snel thuis, maar het maken van opdrachten waar hij niet achter stond stuitte hem tegen de borst. De omgang met hen die aan zijn kunst wilden verdienen, bleef zijn hele leven moeizaam. Er groeide verbittering, die vooral in zijn vele brieven naar huis tot uitdrukking kwam. Het merendeel van deze brieven bevindt zich in het Teylers Museum te Haarlem. Tijdens de Frans-Duitse Oorlog van 1870-1871 sloot Matthijs zich als vrijwilliger aan bij de Garde Nationale. Hij liep veel wachtdiensten, schaars gekleed tijdens de koude winter, waarin de bewoners van Parijs honger leden. Het tekende zijn karakter, dat hij meende het land dat hem gastvrijheid had geboden, in deze moeilijke periode te moeten bijstaan.
Jacob Maris vertrok na de oorlog in 1871 weer naar Nederland. De beide broers zouden elkaar nooit terugzien. De eenzaamheid na het vertrek van Jacob viel hem zwaar. Er was bittere armoede, zoals bij zovele kunstenaars destijds in Parijs, maar hij ging toch weer aan het werk. Ook zijn stijl veranderde sterk en deed weinig meer denken aan de vroegere periode. Verzoeken om aan de publieke smaak te voldoen, bleef hij eerst weigeren, maar na verloop van tijd was er geen andere keus om in leven te blijven. "Potboilers" (schilderijen voor de verkoop) noemde hij ze smalend. In die tijd ontstonden onder meer het befaamde Souvenir d'Ámsterdam en de Vier Molens. 
In die periode heeft Vincent van Gogh vergeefs bij hem in Montmartre aan de deur gestaan om les van de door hem bewonderde kunstenaar te krijgen. Matthijs raadde hem zelfs aan "alles te gaan doen behalve schilderen". Bij die gelegenheid schonk Van Gogh hem een schetsboekje dat zich nu in het Teylers Museum bevindt. Het geeft aan hoe vakgenoten hem als een der grootsten beschouwden. "Thijs kan alles", bracht Jacob hun mening onder woorden.

### Londen 1877-1917
Op verzoek van de Londense kunsthandelaar Daniël Cottier verhuisde Matthijs in 1877 naar Londen. Hij maakte gedurende tien jaar voor deze handelaar ontwerpen van glas-in-loodramen, kandelaars en tegels. Omdat hij met Cottier ruzie kreeg, vertrok hij naar de Nederlandse kunsthandelaar E.J. van Wisselingh, een collega en vriend van Cottier die ook in Londen woonde. Zoals meer kunstenaars werd hij onderhouden door Wisselingh en diens vrouw. Hij kreeg een carte blanche voor schilderijwerk en mocht intrekken bij een hospita die de zorg voor hem op zich nam. Onder invloed van de Engelse Prerafaëlieten verliet hij steeds meer de stijl van de Haagse School. Hij ging veel minder met kleur werken en veel van zijn werk was uitgevoerd met veel grijs, bruin en geel, anders dan in zijn voorgaande perioden. Hij wilde hiermee tot uitdrukking brengen dat het erom ging wat je echt ziet, al is dat niet op het eerste gezicht.
Hij bleef tot zijn dood in Londen wonen onder tamelijk eenzame omstandigheden. Slechts weinig werk kwam nog uit zijn handen; hij komt aan een productie van slechts twaalf werken. Bij zijn dood op 78-jarige leeftijd eerde de Britse pers hem als een groot kunstenaar. Hij ligt in Londen begraven op Hampstead Cemetery.
Kenmerkend voor zijn hele leven was de hang naar vrijheid en zelfstandigheid die hij steeds zelf blokkeerde.

## Nalatenschap
In Nederland, het Verenigd Koninkrijk en de Verenigde Staten bezitten zowel musea als particulieren werk van Matthijs Maris. Het werk uit zijn Londense periode is ondergebracht in de Burrell Collection in Glasgow. Sir William Burrell had ruim 40 werken van Maris gekocht. Hij liet na zijn dood de gehele collectie aan de stad na onder voorwaarde dat deze nooit het Verenigd Koninkrijk zou verlaten. Vanwege de renovatie van de het museumgebouw van de Burrell Collection van 2016-2022 werd toch besloten de schilderijen in 2017 voor een overzichtstentoonstelling ter beschikking te stellen aan het Rijksmuseum Amsterdam.